# Distrito electoral de Sellers (condado de Lincoln, Nebraska)
Sellers (en inglés: Sellers Precinct) es un distrito electoral ubicado en el condado de Lincoln en el estado estadounidense de Nebraska. En el Censo de 2010 tenía una población de 968 habitantes y una densidad poblacional de 2,06 personas por km².

## Geografía
Sellers se encuentra ubicado en las coordenadas 40°57′8″N 100°46′59″O / 40.95222, -100.78306. Según la Oficina del Censo de los Estados Unidos, Sellers tiene una superficie total de 469.25 km², de la cual 463.48 km² corresponden a tierra firme y (1.23%) 5.76 km² es agua.

## Demografía
Según el censo de 2010, había 968 personas residiendo en Sellers. La densidad de población era de 2,06 hab./km². De los 968 habitantes, Sellers estaba compuesto por el 98.55% blancos, el 0% eran afroamericanos, el 0.1% eran amerindios, el 0.1% eran asiáticos, el 0% eran isleños del Pacífico, el 0.93% eran de otras razas y el 0.31% pertenecían a dos o más razas. Del total de la población el 2.07% eran hispanos o latinos de cualquier raza.